# Letov Š-8
Letov Š-8 byl závodní letoun ing. Aloise Šmolíka a firmy Letov, postavený v roce 1923 pro účast v rychlostním závodu o Cenu prezidenta republiky v letech 1923-1925.

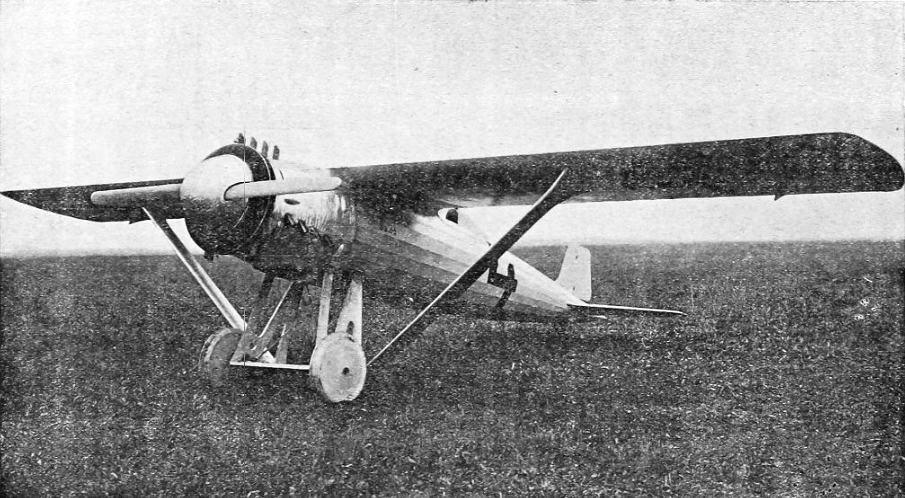
Letov Š-8 (1924)

## Historie
Jednalo se o jednomístný, jednomotorový vzpěrový hornoplošník s celodřevěnou kostrou, která je potažena plátnem, vyjma duralových krycích ploch motoru. Poháněl ho dvanáctiválcový čtyřdobý zážehový vodou chlazený motor s válci do W Napier Lion s dvoulistou dřevěnou vrtulí. Stroj měl pevný záďový podvozek.
Tento závodní speciál se zúčastnil tří ročníků závodů o Cenu prezidenta republiky, ale ani jednou nevyhrál. V prvním závodě v roce 1923 stroj havaroval kvůli výpadku přehřátého motoru. V roce 1924 letoun Š-8 skončil na druhém místě, když AI. Ježek dosáhl času 45:34,8min. a průměrné rychlosti 263,473 km/h. I v roce 1925 si tento letoun dolétl pro druhé místo (294,884 km/h).

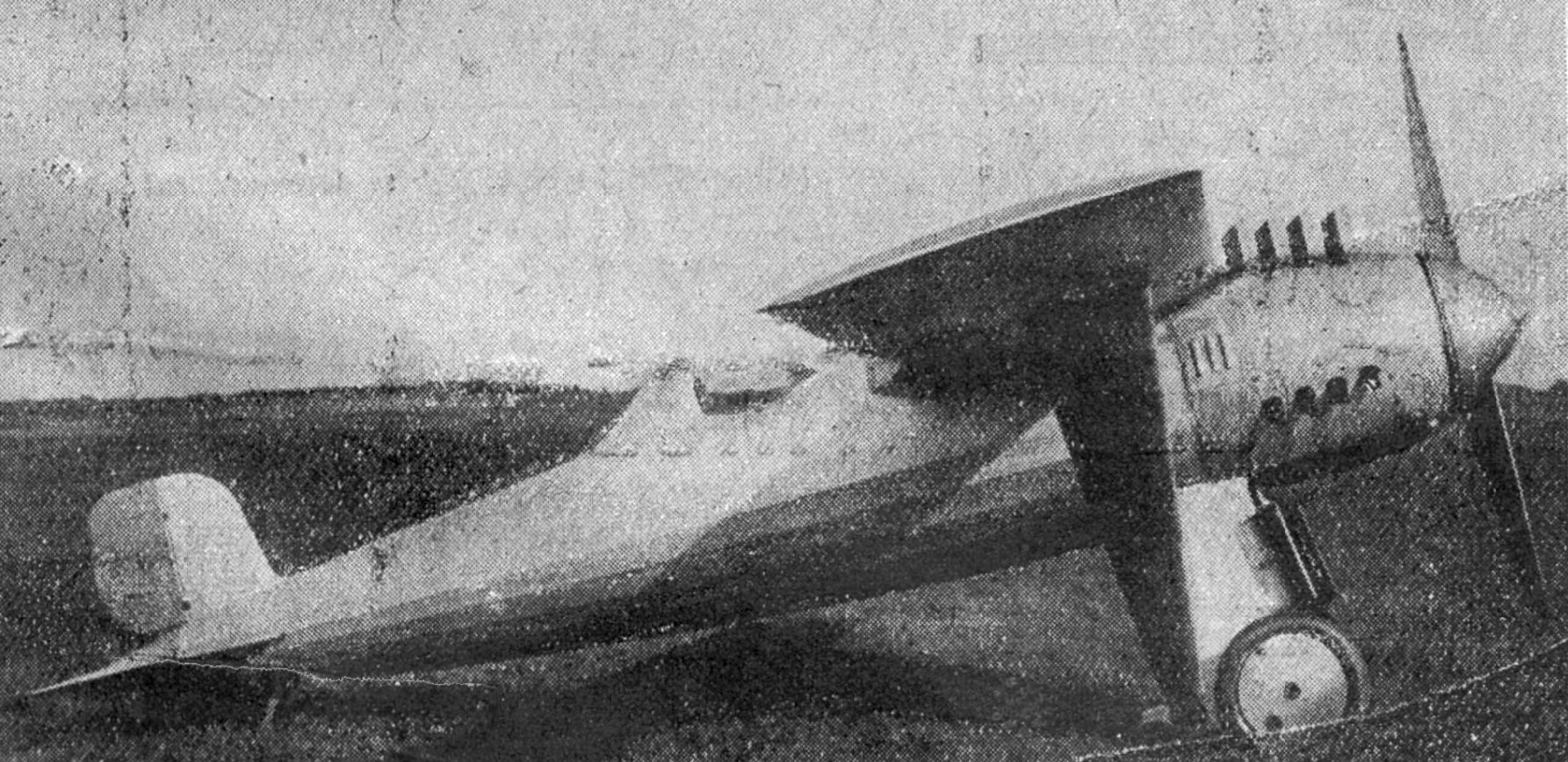
Letov Š-8 (Les Ailes, 7. října 1926

## Specifikace
Údaje dle

### Technické údaje
- Osádka: 1 (pilot)
- Rozpětí: 11,4 m
- Délka: 8,3 m
- Výška: 2,62 m
- Nosná plocha: 16,5 m²
- Hmotnost prázdného letounu: 1030 kg
- Vzletová hmotnost: 1230 kg
- Pohonná jednotka: 1 × vodou chlazený dvanáctiválec s válci do W typu Napier Lion
- Výkon pohonné jednotky: 450 k

### Výkony
- Maximální rychlost: 360 km/h
- Cestovní rychlost: 330 km/h
- Dostup: 7000 m
- Dolet: 400 km